# Чума
Чума́ (лат. pestis — зара́за; тур. çuma — прыщ, нары́в) — острое природно-очаговое инфекционное заболевание группы карантинных инфекций, протекающее с исключительно тяжёлым общим состоянием, лихорадкой, поражением лимфоузлов, лёгких и других внутренних органов, часто с развитием сепсиса. В прошлом заболевание характеризовалось высокой, практически 100%-й летальностью и очень высокой заразностью.
Возбудителем является чумная палочка (лат. Yersinia pestis), открытая в июне 1894 года французом Александром Йерсеном и японцем Китасато Сибасабуро.
В природных очагах источниками и резервуарами возбудителя инфекции являются в основном грызуны — сурки, суслики и песчанки, мышевидные грызуны, а также зайцеобразные. В синантропных очагах основными источниками и резервуарами возбудителя являются серые и чёрные крысы, а также мыши, кошки, верблюды. Переносчики возбудителя инфекции — блохи 55 различных видов. Экспериментально доказано, что чуму между млекопитающими могут передавать вши; предполагается, что они могли быть важными переносчиками чумы в прошлые эпидемии.
Инкубационный период составляет 2—6 дней (реже — до 12 дней). Наиболее распространённые формы чумы — бубонная и лёгочная, существуют также септическая, кожная, лёгкая, кишечная, кожно-бубонная. Раньше летальность при бубонной форме чумы достигала 95 %, при лёгочной — практически 98−100 % В настоящее время при правильном лечении летальность составляет 5–10 %.
В ряде исследований (как исторических, так и современных, например) болезнь называется «бубонной чумой», поскольку основным признаком чумы ещё в Средние века стал бубон.
Медицинские источники, из которых следует, что их авторы видели, по крайней мере, бубоны, относятся ещё к Древнему миру. Так, Руфус из Эфеса, живший во времена императора Траяна, ссылаясь на более древних врачей (имена которых до нас не дошли), описал несколько случаев заболевания определённо бубонной чумой в Ливии, Сирии и Египте.
Три колоссальные пандемии чумы, унёсшие миллионы жизней, оставили глубокий след в истории всего человечества.
Не все эпидемии, названные в исторических источниках «чумой» («Антонинова чума» 165—180 гг н. э., «чума Фукидида» 430—425 гг до н. э., «сиракузская чума» 396 г. до н. э. и так далее), были эпидемиями именно той болезни, которая сегодня называется чумой.
Современные молекулярно-генетические методы дали новые, ранее недоступные возможности для идентификации инфекционного агента путём анализа археологических останков на наличие ДНК возбудителя. Известны примеры как подтверждения, так и опровержения чумного характера эпидемий. Например, анализ зубов на ДНК Yersinia pestis дал положительный результат в захоронениях времён Юстиниановой чумы и Чёрной смерти, но отрицательный результат при исследовании захоронения жертв Афинской чумы, что опровергает чумной характер афинской эпидемии.

## История

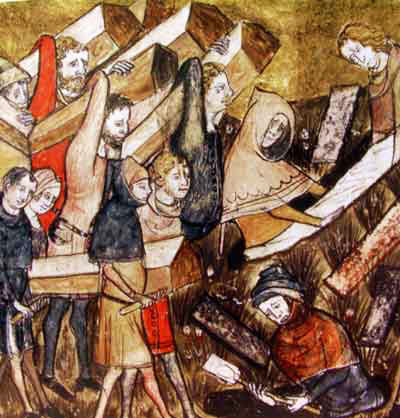
Чёрная смерть. «Хроники Жиля Ли Муисиса» (1272—1352), настоятеля монастыря Святого Мартина Праведного. Королевская библиотека Бельгии, MS 13076-77, f. 24v.

### Происхождение возбудителя
Чумная бацилла произошла от псевдотуберкулёзной палочки (возбудителя значительно более лёгкого заболевания) не более 20 тысяч лет назад. С тех пор постепенно приобретал дополнительные гены вирулентности, позволяющие ему успешно заражать людей.
Чума оставляет за собой генетический след в виде своей ДНК в пульпе зубов людей, погибших от неё сотни и тысячи лет назад. По этим данным можно анализировать эволюционное развитие болезни: многие тысячи лет чума могла проявляться у человека только в легочной и возможно первично-септической форме, передаваясь воздушно-капельным путем. Лишь позднее бактерия приобрела гены, необходимые для успешной передачи через блох.
В ископаемых останках от начала 3 до начала 1 тысячелетия до н. э. достаточно часто встречаются фрагменты генома возбудителя лёгочной чумы.
Геном возбудителя бубонной чумы обнаружен в ископаемых останках давностью 3800 лет.

### Чума в Библии
Учебники и трактаты по медицине по традиции называют Библию одним из древнейших из дошедших до нас источников, в котором отмечен случай возникновения эпидемии чумы. В первой книге Царств описывается война израильтян с филистимлянами (1Цар. 4). Израильтян преследовали военные неудачи. Проиграв битву, израильтяне, чтобы поднять свой дух, принесли к себе в стан ковчег завета Господня — ковчег со священными реликвиями. Но это не помогло им — филистимляне снова одержали победу, захватили ковчег и с большим торжеством доставили его в город Азот, к ногам идола своего бога Дагона (1Цар. 5). А вскоре на город Азот и всю его округу обрушился страшный удар: среди людей вспыхнула болезнь.
И отяготела рука Господня над Азотянами, и Он поражал их и наказал их мучительными наростами, в Азоте и в окрестностях его.1Цар. 5:6
Оставшиеся в живых были твёрдо уверены, что болезнь эта — Божья кара, и стремятся избавиться от ковчега Господа, отправив его в другую провинцию Филистеи — в город Геф. Но история с этой ужасной болезнью полностью повторяется и в Гефе:
После того как отправили его, была рука Господа на городе — ужас весьма великий, и поразил Господь жителей города от малого до большого, и показались на них наросты.1Цар. 5:9
Филистимляне не успокоились и в третий раз перевезли военный трофей, а с ним и чуму в город Аскалон. Там же потом собрались все владетели филистимские — цари пяти городов Филистеи, — и решили они возвратить ковчег израильтянам, потому что поняли, что это единственный способ прекратить распространение болезни. А заканчивается глава 5 описанием атмосферы, царившей в обречённом городе.
«И те, которые не умерли, поражены были наростами, так что вопль города восходил до небес» (1Цар. 5:12).
Глава 6 говорит о совете всех владетелей филистимских, на который призвали жрецов и прорицателей. Те посоветовали принести Богу жертву повинности — вместе с ковчегом отправить дары:
По числу владетелей филистимских пять наростов золотых и пять мышей золотых, опустошающих землю; ибо казнь одна на всех вас, и на владетелях ваших1Цар. 6:4
 Это библейское предание интересно во многих отношениях: в нём содержится скрытое сообщение об эпидемии, охватившей, скорее всего, все пять городов Филистеи:
Золотые эти наросты, которые принесли Филистимляне в жертву повинности Господу, были: один за Азот, один за Газу, один за Аскалон, один за Геф, один за Аккарон; а золотые мыши были по числу всех городов Филистимских — пяти владетелей, от городов укреплённых и до открытых сёл1Цар. 6:17-18
Речь могла идти о бубонной чуме, поражавшей людей от мала до велика и сопровождавшейся появлением в паху болезненных наростов — бубонов. Возможно, жрецы филистимские связали эту болезнь с наличием грызунов: отсюда и золотые изваяния мышей, «опустошающих землю». Впрочем, в неканоническом тексте Библии мыши упоминаются как отдельное наказание:
«И отяготела рука Господня над Азотянами, и Он поражал их и наказал их мучительными наростами, в Азоте и в окрестностях его, [а внутри страны размножились мыши, и было в городе великое отчаяние].» (1Цар. 5:6); «И пробыл ковчег Господень в области Филистимской семь месяцев, [и наполнилась земля та мышами].» (1Цар. 6:1).
По возвращении ковчега беда пришла и в израильский город Бейт-Шемеш (Вефсамис), но наросты в связи с этим не упоминаются:
И поразил Он жителей Вефсамиса за то, что они заглядывали в ковчег Господа, и убил из народа пятьдесят тысяч семьдесят человек; и заплакал народ, ибо поразил Господь народ поражением великим.1Цар. 6:19
В Библии есть ещё одно место, которое может указывать на другой случай эпидемии чумы. В Четвёртой книге Царств (4Цар. 18-19 главы) повествуется о походе ассирийского царя Синаххериба, решившего опустошить Иерусалим. Огромная армия окружила город, но не овладела им. А вскоре Синаххериб отошёл без боя с остатками армии, в которой «Ангел Господень» поразил за ночь 185 тысяч воинов (4Цар. 19:35).

### Эпидемии чумы в нашу эру
Первой известной пандемией является так называемая «Юстинианова чума» (551—580), которая началась в Египте и охватила территорию всего цивилизованного мира того времени. Погибло до 100 млн человек.
В XIV веке по Европе прошлась страшная эпидемия «чёрной смерти», занесённая из Восточного Китая. Около 1320-х и 1330-х годов эпидемия чумы начала распространяться по Китаю и Центральной Азии, проникла на Ближний Восток и в Египет. Мусульманские исторические источники пишут об огромной смертности, скорости распространения болезни и неслыханной заразности. К 1346 году чума была занесена в Крым, а оттуда в Европу. В 1348 году от неё погибло почти 15 млн человек, что составляло четверть всего населения Европы. В 1351 году чума поразила Польшу. К 1352 году в Европе умерло 25 млн человек, треть населения. В 1350—1352 годах «чёрная смерть» пришла из Балтики в Псков, Новгород и распространилась дальше по русским землям, количество жертв неизвестно, но некоторые города (Белоозеро, Глухов), видимо, вымерли полностью; среди умерших был великий князь Симеон Гордый и два его маленьких сына.
В более широком смысле вторая пандемия чумы «наложила свой зловещий отпечаток на всё европейское средневековье». Историки выделяют следующие пики активности чумы:
- 1050—1200 годы — предшествующие эпидемии в Азии (эпидемии чумы отмечались в Индии, Средней Азии и Китае, но чума проникла также в Сирию и Египет)[25]
- 1346—1382 годы («Чёрная смерть»)[26]
- 1545—1683 годы[26] (Чума Святого Карла (1575—1578), Эпидемия чумы в Италии (1629—1631), Эпидемия чумы в России (1654—1655), Великая эпидемия чумы в Лондоне (1665—1666), Великая эпидемия чумы в Вене (1679))
- 1710—1830 годы[26] (Марсельская чума (1720—1722), Чума в Москве (1770—1772)).

Между этими периодами порой менялось по несколько поколений людей, не знавших чумы (чума в эти периоды сохранялась в многолетних природных очагах).
В конце XIX века в Центральном и Южном Китае началась третья пандемия чумы. В Азии чума особенно лютовала в Гонконге и Бомбее и распространилась в виде небольших по объёму вспышек на все остальные континенты. Только в Индии погибло 6 миллионов человек.
В XX веке крупные эпидемии чумы регистрировались в Индии. В 1898—1963 годах в этой стране умерло от чумы 12 662 100 человек.

### Чума как биологическое оружие

Керамическая бомба, содержащая инфицированные чумой материалы — колонию блох

Использование возбудителя чумы в качестве биологического оружия имеет глубокие исторические корни. В частности, события в древнем Китае и средневековой Европе показали, что трупы заражённых животных (лошадей и коров), а также людей использовались гуннами, турками и монголами для заражения источников воды и систем водоснабжения. Имеются исторические справки о случаях катапультирования инфицированного материала при осаде некоторых городов (осада Каффы).
В ходе Второй мировой войны японскими военными были разработаны образцы биологического оружия, предназначенного для массового сброса специально подготовленного носителя чумы — инфицированных блох. При разработке биологического оружия японский специальный отряд 731, действовавший в Китае, Корее и Маньчжурии, производил заражение мирных жителей и пленных для дальнейших медицинских исследований и экспериментов, изучения перспектив применения биологических средств как оружия массового поражения. Группой был разработан штамм возбудителя чумы, в 60 раз превосходящий по вирулентности природный, по утверждению разработчиков — своего рода абсолютно эффективное оружие массового поражения с естественным природным распространением. Для сбрасывания и распространения инфицированных носителей были разработаны различные авиабомбы и снаряды, к примеру, бомбы для заражения поверхности земли, бомбы с распылением аэрозоля и снаряды осколочного действия, поражающие ткани человека. Были разработаны керамические бомбы, учитывающие особенности применения живых организмов — блох, и необходимость поддержания их активности и жизнеспособности в условиях сброса, для чего создавались специальные условия жизнеобеспечения (в частности, закачивался кислород).
В распоряжении отряда 731 была авиация, и бактериологическому нападению со стороны японцев было подвергнуто 11 уездных городов Китая: 4 в провинции Чжэцзян, по 2 в провинциях Хэбэй и Хэнань и по одному в провинциях Шаньси, Хунань и Шаньдун. В 1952 г. официальные коммунистические китайские историки исчисляли количество жертв от искусственно вызванной чумы с 1940 по 1944 год приблизительно в 700 человек. Таким образом, оно оказалось меньше количества загубленных пленников.

## Современное состояние

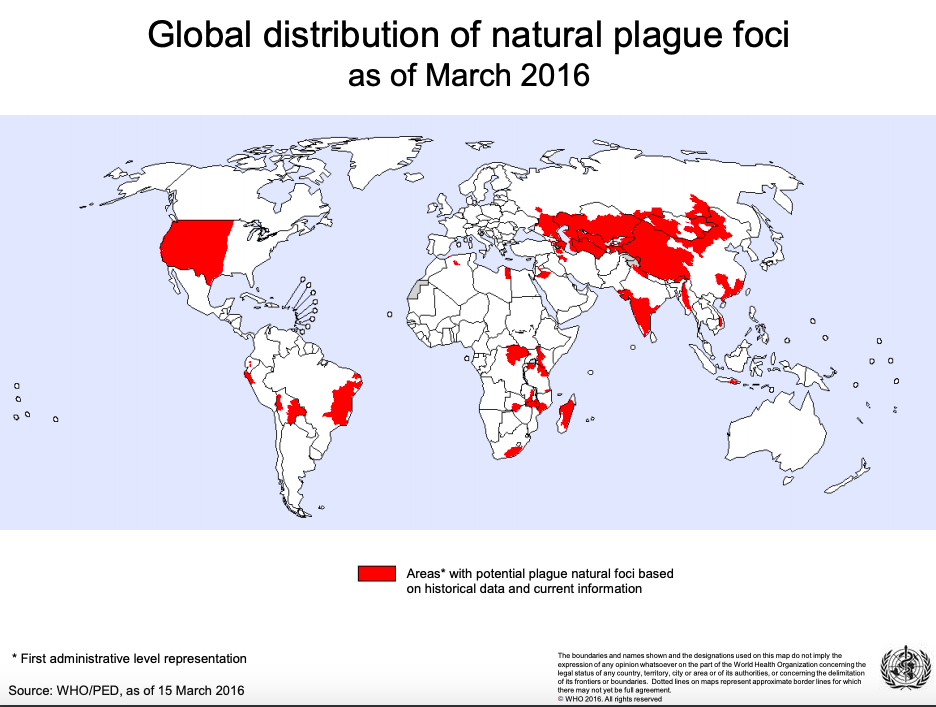
природные очаги чумы (2016)

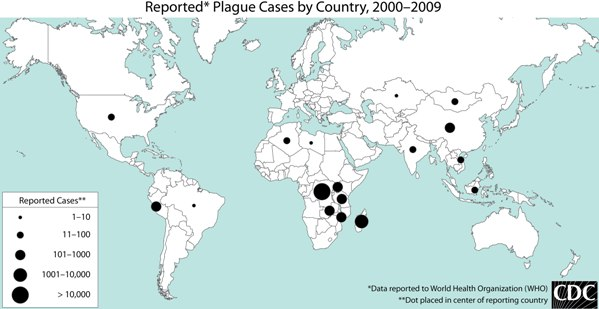
Страны по частоте заболеваемости (2000—2009), лидирует центральная и восточная Африка

Согласно имеющимся данным, по информации Всемирной организации здравоохранения, с 1989 по 2004 год было зафиксировано около сорока тысяч случаев в 24 странах, причём летальность составила около 7 % от числа заболевших. В ряде стран Азии (Китай, Индия, Вьетнам, Индонезия, Монголия), Африки (ДР Конго, Уганда, Бурунди, Танзания, Замбия, Мозамбик, Мадагаскар), Западного полушария (США, Перу, Бразилия, Эквадор, Боливия, Мексика, Гаити) случаи инфицирования людей регистрируются практически ежегодно. При этом наибольшее количество случаев (около 1000 зарегистрированных случаев в год) регистрируется в маленькой конголезской провинции Итури.
В России ежегодно на территории природных очагов, общей площадью более 253 тысяч км², под риском заражения находится свыше 20 тысяч человек. Для России ситуация осложняется ежегодным выявлением новых заболевших в сопредельных с Россией государствах (Казахстан, Монголия, Китай, где развито скотоводство), завозом через транспортные и торговые потоки из стран Юго-Восточной Азии специфического переносчика чумы — блох Xenopsylla cheopis.
С 2001 по 2006 годы в России зафиксировано 752 штамма возбудителя чумы. В данный момент наиболее активные природные очаги расположены в регионах, где развито скотоводство: Астраханской области, Республики Калмыкия, Республики Дагестан, Республики Тыва, Алтайского края и Республики Алтай, Республики Бурятии и Забайкальского края, Чеченской республики и Республики Ингушетия, Карачаево-Черкесской республики и Кабардино-Балкарской республики, Волгоградской области и Оренбургской области. Особую тревогу вызывает отсутствие систематического наблюдения за активностью очагов в некоторых регионах.
В июле 2016 года в России в больницу Кош-Агачского района Республики Алтай доставили десятилетнего мальчика, заболевшего бубонной чумой.
В 2001—2003 годах в Республике Казахстан зарегистрированы 7 случаев заболевания чумой (с одним летальным исходом), в Монголии — 23 (3 летальных исхода), в Китае в 2001—2002 годах заболело 109 человек (9 летальных исходов). Прогноз эпизоотической и эпидемической ситуации в сопредельных с Российской Федерацией природных очагах Республики Казахстан, КНР и Монголии остаётся неблагоприятным. В Узбекистане, Таджикистане, Кыргызстане и Туркменистане ежегодно регистрируются менее 10 случаев заражения чумой. Такая же ситуация и в Азербайджане, Армении и Грузии.
Летом 2009 года в Хайнань-Тибетском автономном округе был закрыт на карантин город Цзыкэтань, так как в нём была выявлена вспышка лёгочной чумы, от которой умерло несколько человек.
В декабре 2013 года на Мадагаскаре вспыхнула эпидемия чумы. Она распространилась в пяти районах из 112. На 13 декабря заболели 89 человек. Из них 39 скончались.
В конце августа 2014 года на Мадагаскаре вновь произошла вспышка чумы, которая к концу ноября 2014 года унесла 40 жизней из 119 заболевших. В том же году карантин был объявлен в части китайской провинции Ганьсу: изоляции подверглось более 150 человек, по меньшей мере один из которых скончался.
Новая вспышка чумы произошла на Мадагаскаре осенью 2017 года: по состоянию на начало ноября было зарегистрировано более 2 тысяч заболевших чумой и 165 смертей.
В мае 2019 г. вспышка чумы произошла в Монголии, погибли двое жителей. Из-за введённого карантина нескольким десяткам туристов пришлось задержаться с возвращением домой. Вероятно, причиной заболевания стал монгольский обычай есть сурков, часть которых, по всей видимости, была заражена чумной палочкой.

## Инфицирование

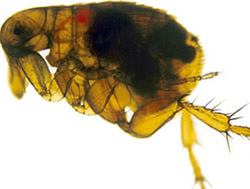
Блоха Xenopsylla cheopis, заражённая бактериями чумы (видны как тёмная масса)

Возбудитель чумы устойчив к низким температурам, хорошо сохраняется в мокроте, но при температуре +55 °C погибает в течение 10—15 минут, а при кипячении — практически мгновенно. Ворота инфекции — повреждённая кожа (при укусе блохи, как правило, Xenopsylla cheopis), слизистые оболочки дыхательных путей, пищеварительного тракта, конъюнктивы.
По основному носителю природные очаги чумы подразделяют на сусликовые, сурочьи, песчаночьи, полёвочьи и пищуховые. Помимо диких грызунов, в эпизоотический процесс иногда включаются так называемые синантропные грызуны (в частности, крысы и мышевидные), а также некоторые дикие животные (зайцы, лисы), являющиеся объектом охоты. Из домашних животных чумой болеют верблюды.
В природном очаге заражение обычно происходит через укус блохи, ранее питавшейся на больном грызуне. Вероятность заражения значительно возрастает при включении в эпизоотию синантропных грызунов. Заражение происходит также при охоте на грызунов и их дальнейшей обработке. Массовые заболевания людей возникают при забое больного верблюда, снятии с него шкуры, разделке, переработке. Инфицированный человек в свою очередь является потенциальным источником чумы, передача возбудителя от которого другому человеку или животному в зависимости от формы заболевания может осуществляться воздушно-капельным, контактным или трансмиссивным путём.
Блохи Xenopsylla cheopis являются специфическим переносчиком возбудителя чумы. Это связано с особенностями устройства пищеварительной системы блох: перед самым желудком пищевод блохи образует утолщение — зоб. При укусе заражённого животного (крысы) бактерия чумы оседает в зобу блохи и начинает интенсивно размножаться, через 8 — 24 дней полностью закупоривая его (так называемый «чумной блок»). Кровь не может попасть в желудок, поэтому блоха отрыгивает кровь вместе с возбудителем обратно в ранку. А так как такую блоху постоянно мучит чувство голода, она переходит с хозяина на хозяина в надежде получить свою порцию крови и успевает заразить большое количество людей, прежде чем погибнет (такие блохи живут не более десяти дней, но опыты на грызунах показали, что одна блоха может заразить до 11 хозяев).
При укусе заражённых чумными бактериями блох у человека на месте укуса может возникнуть папула или пустула, наполненная геморрагическим содержимым (кожная форма). Затем процесс распространяется по лимфатическим сосудам без проявления лимфангита. Размножение бактерий в макрофагах лимфатических узлов приводит к их резкому увеличению, слиянию и образованию конгломерата («бубона»). Дальнейшая генерализация инфекции, которая не является строго обязательной, тем более в условиях современной антибактериальной терапии, может приводить к развитию септической формы, сопровождающейся поражением практически всех внутренних органов. С эпидемиологических позиций важно, что развивается чумная бактериемия, в результате больной человек сам становится источником заражения контактным или трансмиссивным путём. Однако важнейшую роль играют «отсевы» инфекции в лёгочную ткань с развитием лёгочной формы болезни. С момента развития чумной пневмонии от человека к человеку воздушно-капельным путём уже передаётся лёгочная форма болезни — крайне опасная, с очень быстрым течением.

## Симптоматика

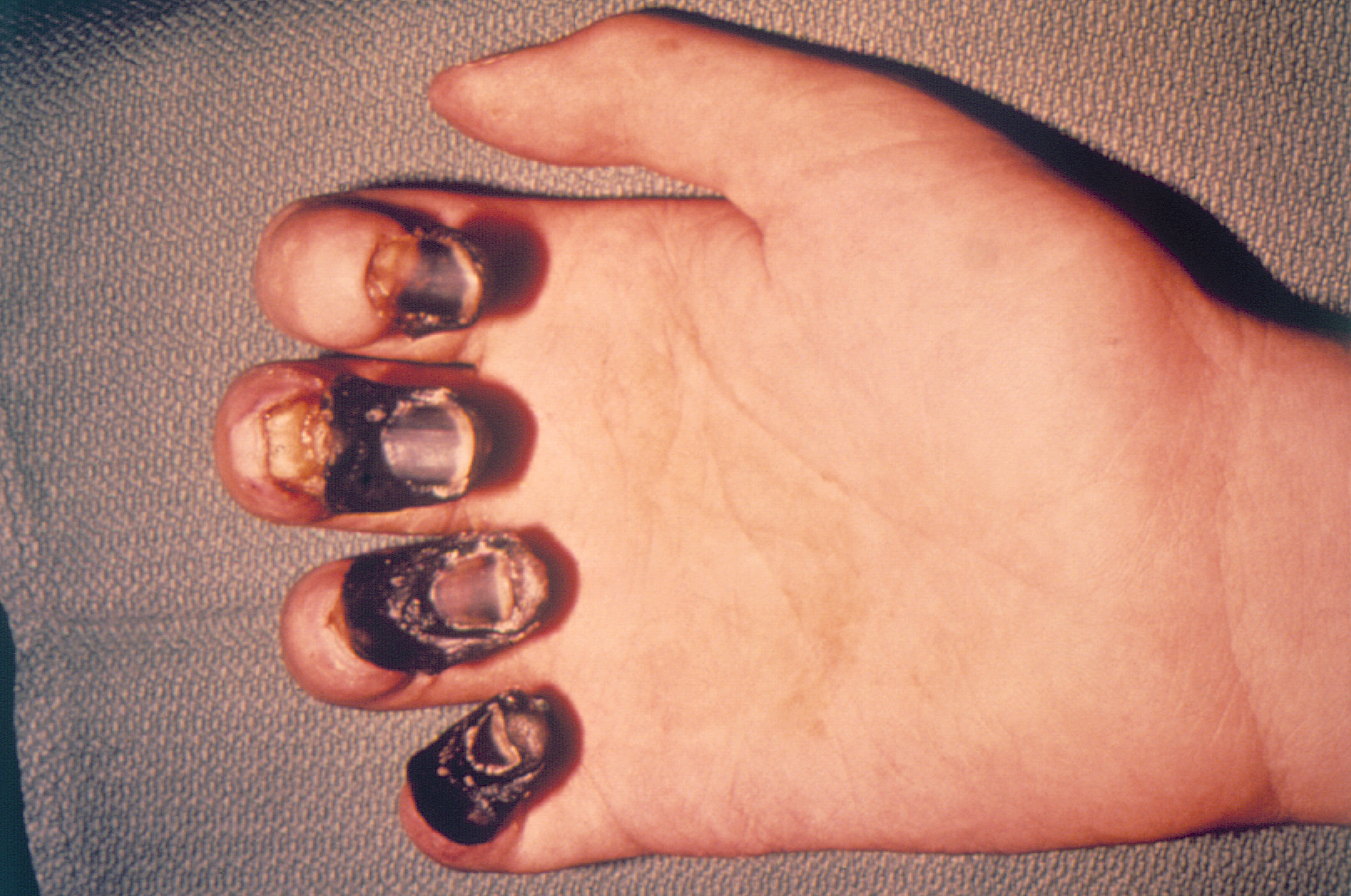
Гангрена пальцев руки вследствие чумы

Бубонная форма чумы характеризуется появлением резко болезненных конгломератов, чаще всего паховых лимфатических узлов с одной стороны. Инкубационный период — 2—6 дней (реже 1—12 дней). В течение нескольких дней размеры конгломерата увеличиваются, кожа над ним может стать гиперемированной. Одновременно появляется увеличение и других групп лимфатических узлов — вторичные бубоны. Лимфатические узлы первичного очага подвергаются размягчению, при их пункции получают гнойное или геморрагическое содержимое, микроскопический анализ которого выявляет большое количество грамотрицательных с биполярным окрашиванием палочек. При отсутствии антибактериальной терапии нагноившиеся лимфатические узлы вскрываются. Затем происходит постепенное заживление свищей. Тяжесть состояния больных постепенно нарастает к 4—5 дню, температура может быть повышенной, иногда сразу появляется высокая лихорадка, но в первое время состояние больных нередко остаётся в целом удовлетворительным. Этим объясняется тот факт, что заболевший бубонной чумой человек может перелететь из одной части света в другую, считая себя здоровым.
Однако в любой момент бубонная форма чумы может вызвать генерализацию процесса и перейти во вторично-септическую или вторично-лёгочную форму. В этих случаях состояние больных очень быстро становится крайне тяжёлым. Симптомы интоксикации нарастают по часам. Температура после сильнейшего озноба повышается до высоких фебрильных цифр. Отмечаются все признаки сепсиса: мышечные боли, резкая слабость, головная боль, головокружение, загруженность сознания, вплоть до его потери, иногда возбуждение (больной мечется в кровати), бессонница. С развитием пневмонии нарастает цианоз, появляется кашель с отделением пенистой кровянистой мокроты, содержащей огромное количество палочек чумы. Именно эта мокрота и становится источником заражений от человека к человеку с развитием теперь уже первичной лёгочной чумы.
Септическая и лёгочная формы чумы протекают, как и всякий тяжёлый сепсис, с проявлениями синдрома диссеминированного внутрисосудистого свёртывания: возможно появление мелких кровоизлияний на коже, возможны кровотечения из желудочно-кишечного тракта (рвота кровавыми массами, мелена), выраженная тахикардия, быстрое и требующее коррекций (допамин) падение артериального давления. Аускультативно — картина двусторонней очаговой пневмонии.

### Клиническая картина
Заболевание протекает в бубонной, язвенной (язвенно-бубонной), ангинозной (ангинозно-бубонной), абдоминальной, пневмонической, септической формах, с частым развитием специфических осложнений (вторично-пневмонической, септической, абдоминальной, менингоэнцефалитической и вторично-очаговых).
Клиническая картина первичной септической или первичной лёгочной формы принципиально не отличается от вторичных форм, но первичные формы нередко имеют более короткий инкубационный период — до нескольких часов.

### Диагноз
Важнейшую роль в диагностике в современных условиях играет эпидемиологический анамнез. Приезд из зон, эндемичных по чуме (Вьетнам, Бирма, Боливия, Эквадор, Каракалпакия и др.), или с противочумных станций больного с описанными выше признаками бубонной формы или с признаками тяжелейшей — с геморрагиями и кровавой мокротой — пневмонии при выраженной лимфаденопатии является для врача первого контакта достаточно серьёзным аргументом для принятия всех мер локализации предполагаемой чумы и точной её диагностики. Надо особо подчеркнуть, что в условиях современной медикаментозной профилактики вероятность заболевания персонала, который какое-то время контактировал с кашляющим больным чумой, весьма мала. В настоящее время случаев первичной лёгочной чумы (то есть случаев заражения от человека к человеку) среди медицинского персонала не наблюдается.
Установление точного диагноза необходимо осуществить с помощью бактериологических исследований. Материалом для них является пунктат нагноившегося лимфатического узла, мокрота, кровь больного, отделяемое свищей и язв. Лабораторная диагностика осуществляется с помощью флюоресцентной специфической антисыворотки, которой окрашивают мазки отделяемого язв, пунктата лимфатических узлов, культуры, полученной на кровяном агаре.

## Лечение
В Средневековье чума практически не лечилась, действия сводились в основном к вырезанию или прижиганию чумных бубонов. Никто не знал подлинной причины болезни, поэтому не было представления, как её лечить. Врачи пытались применять самые причудливые средства. В состав одного такого снадобья входила смесь из патоки 10-летней выдержки, мелко изрубленных змей, вина и 60 других компонентов. Согласно другому методу, больной по очереди должен был спать на левом боку, потом на правом. Все эти меры практически не помогали, через несколько дней почти все заболевшие все равно умирали.
Начиная с XIII века эпидемию чумы стараются ограничить с помощью карантинов.
Впервые вакцину, эффективную против бубонной чумы, создал в конце XIX века Владимир Хавкин из убитых температурой чумных палочек. Более эффективными являются живые вакцины, то есть вакцины, полученные из живых чумных палочек с использованием бактериофагов. Впервые живую вакцину против чумы создала и испытала на себе в 1934 году Магдалина Петровна Покровская.
Перелом в терапии чумы был достигнут в 1947 году, когда советские врачи первыми в мире применили для лечения чумы в Маньчжурии стрептомицин, открытый американским микробиологом Зельманом Ваксманом в 1943 году. В результате выздоровели все больные, которых лечили стрептомицином, включая больного лёгочной чумой, который считался уже безнадёжным.
Лечение больных чумой в настоящее время осуществляется при помощи антибиотиков, сульфаниламидов и лечебной противочумной сыворотки. Профилактика возможных очагов заболевания заключается в проведении специальных карантинных мероприятий в портовых городах, дератизации всех судов, которые ходят международными рейсами, создании специальных противочумных учреждений в степных местностях, где водятся грызуны, выявлении эпизоотий чумы среди грызунов и борьбе с ними.
Лечение чумы является комплексным и включает применение этиотропных, патогенетических и симптоматических средств.
Для лечения чумы наиболее эффективны антибиотики стрептомицинового ряда: стрептомицин, дигидрострептомицин, пасомицин. При этом, наиболее широко применяется стрептомицин.
При бубонной форме чумы больному вводят внутримышечно стрептомицин 3—4 раза в сутки (суточная доза по 3 г), тетрациклиновые антибиотики (вибромицин, морфоциклин) в/в по 4 г/сут. При интоксикации в/в вводят солевые растворы, гемодез. Падение артериального давления при бубонной форме само по себе должно расцениваться как признак генерализации процесса, признак сепсиса; при этом возникает необходимость проведения реанимационных мероприятий, введения допамина, установления постоянного катетера. При лёгочной и септической формах чумы дозу стрептомицина увеличивают до 4—5 г/сут, а тетрациклина — до 6 г. При формах, резистентных к стрептомицину, можно вводить левомицетина сукцинат до 6—8 г в/в. При улучшении состояния дозы антибиотиков уменьшают: стрептомицина — до 2 г/сут до нормализации температуры, но в течение не менее 3 дней, тетрациклинов — до 2 г/сут ежедневно внутрь, левомицетина — до 3 г/сут, суммарно 20—25 г. С большим успехом используется в лечении чумы и ко-тримоксазол.
При лёгочной, септической форме, развитии геморрагии немедленно приступают к купированию синдрома диссеминированного внутрисосудистого свёртывания: проводят плазмаферез (прерывистый плазмаферез в пластикатных мешках может быть осуществлён на любой центрифуге со специальным или воздушным охлаждением при ёмкости её стаканов 0,5 л и более) в объёме удаляемой плазмы 1—1,5 л при замещении таким же количеством свежезамороженной плазмы. При наличии геморрагического синдрома ежесуточные введения свежезамороженной плазмы не должны быть менее 2 л. До купирования острейших проявлений сепсиса плазмаферез проводят ежедневно. Исчезновение признаков геморрагического синдрома, стабилизация артериального давления обычно при сепсисе являются основаниями для прекращения сеансов плазмафереза. Вместе с тем эффект плазмафереза в остром периоде болезни наблюдается практически немедленно, уменьшаются признаки интоксикации, снижается потребность в допамине для стабилизации артериального давления, стихают мышечные боли, уменьшается одышка.
В бригаде медицинского персонала, обеспечивающего лечение больного с лёгочной или септической формой чумы, должен быть специалист по интенсивной терапии.

## Прогноз
В условиях современной терапии летальность при бубонной форме не превышает 5—10 %, но и при других формах процент выздоровлений достаточно высок, если лечение начато рано. В ряде случаев возможна быстротечная септическая форма заболевания, слабо поддающаяся прижизненной диагностике и лечению («молниеносная форма чумы»).

## Противочумные санитарные мероприятия в России
При подозрении на чуму об этом немедленно извещают санитарно-эпидемиологическую станцию. Заполняет извещение врач, заподозривший инфекцию, а его пересылку обеспечивает главный врач учреждения, где обнаружен такой больной.
Больной должен быть немедленно госпитализирован в бокс инфекционного стационара. Врач или средний медицинский работник лечебного учреждения при обнаружении больного или пациента с подозрением на заболевание чумой обязан прекратить дальнейший приём больных и запретить вход и выход из лечебного учреждения. Оставаясь в кабинете или палате, медицинский работник должен сообщить доступным ему способом главному врачу о выявлении больного чумой и потребовать противочумные костюмы и дезинфекционные средства.
В случаях приёма больного с поражением лёгких перед надеванием полного противочумного костюма медицинский работник обязан обработать себе раствором стрептомицина слизистые глаз, рта и носа. При отсутствии кашля можно ограничиться обработкой рук дезинфекционным раствором. После принятия мер по разобщению заболевшего со здоровыми в медицинском учреждении или на дому составляют список лиц, имевших контакт с больным, с указанием фамилии, имени, отчества, возраста, места работы, профессии, домашнего адреса.
До приезда консультанта из противочумного учреждения медработник остаётся в очаге. Вопрос о его изоляции решается в каждом конкретном случае индивидуально. Консультант забирает материал для бактериологического исследования, после чего можно начать специфическое лечение больного антибиотиками.
При выявлении больного в поезде, самолёте, на судне, в аэропорту, на железнодорожном вокзале действия медицинских работников остаются такими же, хотя организационные меры при этом будут различными. Важно подчеркнуть, что изоляцию подозрительного больного чумной палочкой с окружающими следует начинать сразу после его выявления.
Главный врач учреждения, получив сообщение о выявлении подозрительного на чуму больного, принимает меры к прекращению общения между отделениями больницы, этажами поликлиники, запрещает выход из здания, где обнаружен больной. Одновременно организует передачу экстренного сообщения вышестоящей организации и противочумному учреждению. Форма информации может быть произвольной с обязательным изложением следующих данных: фамилия, имя, отчество, возраст заболевшего, место жительства, профессия и место работы, дата выявления, время начала заболевания, объективные данные, предварительный диагноз, принятые первичные меры по локализации очага, должность и фамилия врача, выявившего заболевшего. Одновременно с информацией руководитель запрашивает консультантов и необходимую помощь.
Однако в отдельных ситуациях может оказаться более целесообразным осуществить госпитализацию (до установления точного диагноза) в том учреждении, где находится больной в момент предположения о наличии у него чумы. Лечебные мероприятия неотделимы от профилактики заражения персонала, который должен немедленно надеть 3-слойные марлевые маски, бахилы, платок из 2 слоёв марли, полностью закрывающий волосы, и защитные очки для предупреждения попадания брызг мокроты на слизистую оболочку глаз. Согласно установленным в Российской Федерации правилам, персонал в обязательном порядке надевает противочумный костюм или применяет аналогичные по свойствам противоинфекционной защиты специальные средства. Весь персонал, контактировавший с больным, остаётся для дальнейшего оказания ему помощи. Специальный медицинский пост изолирует отсек, где находится больной и лечащий его персонал, от контакта с другими людьми. В изолированный отсек должны войти туалет и процедурный кабинет. Весь персонал немедленно получает профилактическое лечение антибиотиками, продолжающееся все дни, которые он проводит в изоляторе.